# Ніколас Спенджер
Ніколас Спенджер  (англ. Nicholas Sprenger, 14 травня 1985, Брисбен, Австралія) — австралійський плавець, олімпійський медаліст.

## Виступи на Олімпіадах
| Олімпіада  | Дисципліна                            | Місце |
| ---------- | ------------------------------------- | ----- |
| Афіни 2004 | естафета 4 × 200 вільним стилем       | 2     |
| Пекін 2008 | плавання на 200 метрів вільним стилем | 12    |